# Mérignac Handball
El Mérignac Handball es un club de balonmano femenino de la localidad francesa de Mérignac. En la actualidad juega en la Liga de Francia de balonmano femenino.

## Plantilla 2019-20
|  | Porteras - 1 Wendy Obein - 17 Amandine Balzinc - 94 Audrey Nganmogne Extremos derechos - 27 Julie Sias - 91 Marine Desgrolard - 92 Audrey Deroin Extremos izquierdos - 7 Maëva Guillerme - 77 Pauline Dreyer Pívots - 10 Emma Puleri - 13 Tiphaine Olivar | Laterales izquierdos - 5 Enola Grollier - 14 Laurie Puleri - 19 Ilona Kiefer - 93 Audrey Bruneau Centrales - 11 Victoire Nicolas - 21 Dijana Radojević - 88 Stine Svangård Laterales derechos - 6 Nely Carla Alberto - 9 Sanne van Olphen - 73 Laurine Daquin |